# Isla El Reloj
Isla El Reloj är en ö i Mexiko. Den ligger i delstaten Tamaulipas, i den nordöstra delen av landet. Arean är 0,12 kvadratkilometer.